# Вербицкий, Карл Николаевич
Карл Николаевич Вербицкий (1824—1897) — академик архитектуры Императорской Академии художеств.

## Биография
Вольноприходящий учащийся Императорской Академии художеств (1842—1851).
Получил звание «назначенного в академики» (1858). Звание академика (1859).
Основные произведения: построил в Петербурге: дом причта Благовещенской церкви (1868) и здание приюта при этой церкви (1889), здание керамических мастерских М. В. Харламова (1876), производственные сооружения завода Г. И. Струка (1879–1885), приделы Смоленской кладбищенской церкви (1891–1892) и др.

### Известные постройки
Известными работами архитектора К. Н. Вербицкого в Санкт-Петербурге являются:
- Дом причта Благовещенской церкви. Малый пр. ВО, 18 (1868—1870)[3];
- Доходный дом - Типография Стасюлевича. 2-я линия ВО, 7 (1865, 1872)[4];
- Дома Общества вспомоществования приходским бедным при Благовещенской церкви. Богадельня для женщин. 6-я линия ВО, 35Б (1874-1875)[5];
- Дом причта Смоленской кладбищенской церкви. Гимназия и реальное училище Видемана. 9-я линия ВО, 46 (1875)[6];
- Здание керамических мастерских М. В. Харламова. Черняховского ул., 71 (1876)[7];
- Доходный дом (надстройка). Камская ул., 14 (1880)[8];
- Заведение графических искусств Э. И. Маркуса. 10-я линия ВО, 59 (1880)[9];
- Доходный дом В. М. Трофимова. Средний пр. ВО, 27 (1880-1881)[10];
- Доходный дом Смоленской кладбищенской церкви. Камская ул., 20 (1883)[11];
- Общество вспомоществования бедным при Благовещенской церкви. Детский приют. 8-я линия ВО, 65 (1882-1883)[12];
- Церковный дом. Камская ул., 22 (1883)[13];
- Офисное здание. 6-я линия ВО, 35Б (1884)[14];
- Завод Г. И. Струка. Производственные корпуса. Малый пр. ВО, 50-52; 17-я линия ВО, 48; 18-я линия ВО, 55х (1879-1885, 1890)[15];
- Дом причта Смоленской кладбищенской церкви. 18-я линия ВО, 47 (1889)[16];
- Общество вспомоществования приходским бедным при Благовещенской церкви. Дом дешевых квартир. 8-я линия ВО, 69 (1889)[17].